# Gare de Sibret
La gare de Sibret est une ancienne gare ferroviaire belge de la ligne 163, de Libramont à Gouvy située à Sibret, section de la commune de Vaux-sur-Sûre, dans la province de Luxembourg en Région wallonne.

## Situation ferroviaire
Établie à 524 m d'altitude, la gare de Sibret était située au point kilométrique (PK) 22,2 de la ligne 163, de Libramont à Saint-Vith entre les gares de Morhet et de Bastogne-Sud.

## Histoire
La station de Sibret est mise en service le 15 novembre 1869 par la Grande compagnie du Luxembourg lors de l'entrée en fonction de l'embranchement de Bastogne.
Un abri pour la lampisterie et le magasin d'approvisionnement est construit en 1882.
La cour aux marchandises était encore desservie en 1982, lorsque la SNCB décide de sa suppression dans les années à venir, tout comme le service des voyageurs. Ce dernier prend fin le 3 juin 1984 lors de l'instauration du plan IC-IR. La date de fermeture aux marchandises n'est pas connue.

## Patrimoine ferroviaire
Le bâtiment des recettes, appartenant à un nouveau plan type développé par la Compagnie du Luxembourg pour la ligne de Libramont à Bastogne, sert d'habitation particulière et a été fortement agrandi.